# دائرة زومي
دائرة زومي هي إحدى دوائر إقليم وزان، التابع لجهة طنجة تطوان الحسيمة، المملكة المغربية. تضم الدائرة 2 جماعات قروية، وبلغ عدد سكانها 51054 فرداً سنة 2004 حسب الإحصاء الرسمي للسكان والسكنى. يتبع للدائرة 8 مشيخة و84 دوار.

## التقسيمات الإداريّة
تعتبر دائرة زومي إحدى الدوائر المشكّلة لإقليم وزان، وهو التقسيم الإداري من المستوى الرابع المعتمد في المغرب. ينقسم إقليم وزان إلى 16 جماعات قروية تختلف من حيث السكان والمساحة، والتي بدورها تنقسم إلى مشيخات تضم عدداً من الدواوير.